# Naturalis Historia

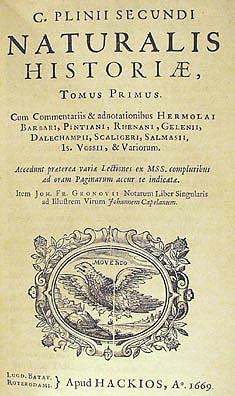
Ediţia Naturalis historia din1669, pagina cu titlul "Volumul I al Natural History de Gaius Plinius Secundus."

Istorie Naturală (latină: Naturalis historia) este o enciclopedie publicată în circa 77–79 AD  de către Plinius cel Bătrân. Este una dintre cele mai mari lucrări cu un singur autor care au supraviețuit din Imperiul Roman și acoperă în întregime domeniul cunoștințelor antice, bazate pe diferite referințe disponibile lui Plinius. El pretinde că este singurul roman care a realizat o asemenea lucrare și mulțumește mamei universale (Natura) pentru acest lucru.

## Conținut
Naturalis Historia conține 37 de cărți. Plinius a realizat un tabel cu cuprinsul cărții.
| I             | Prefață și tabelul cu cuprinsul, lista referințelor |
| II            | Matematică și descrierea fizică a lumii |
| III–VI        | Geografie și etnografie |
| VII           | Antropologie și psihologie umană |
| VIII–XI       | Zoologie |
| XII–XXVII     | Botanică, conținând agricultură, horticultură și farmacologie                                                                                                   |
| XXVIII–XXXII  | Farmacologie |
| XXXIII–XXXVII | Minerit și mineralogie, în special aplicațiile din viață și artă, include: aur argint sculptura în bronz pictura modelling sculptura în argilă pietre prețioase |

### Text
- Complete Latin text at LacusCurtius
- Complete Latin text with translation tools at the Perseus Digital Library
- First English translation, by Philemon Holland, 1601
- Second English translation, by John Bostock and H. T. Riley, 1855; complete, including index
- Free audio book version of the English translation by J. Bostock and H. T. Riley, from LibriVox (incomplete)

### Materiale secundare
- Pliny the Elder: rampant credulist, rational skeptic, or both? from the Skeptical Inquirer

Acest articol conține text din Encyclopædia Britannica 1911, o publicație aparținând domeniului public. 
- Chapter summaries Arhivat în 24 aprilie 2014, la Wayback Machine.
- Life and career Arhivat în 30 septembrie 2011, la Wayback Machine.
- Pliny's Natural history Arhivat în 24 aprilie 2014, la Wayback Machine.